# アルヴィンド・スワーミ
アルヴィンド・スワーミ（Arvind Swami、1970年6月18日 - ）は、インドのタミル語映画で活動する俳優、実業家、テレビ番組司会者。『ダラパティ 踊るゴッドファーザー』で俳優デビューした。

## 生い立ち
タミル・ナードゥ州マドラス出身。父V・D・スワーミは実業家、母C・V・S・V・ヴァサンタはダンサーだった。スワーミはシシュヤ・スクールを経てドン・ボスコ高等学校に進学し、1987年に卒業した。1990年にロヨラ大学を卒業し、商学士号を取得した。その後はアメリカ合衆国ノースカロライナ州のウェイクフォレスト大学に留学し、国際ビジネス学を専攻した。スワーミは医師を目指しており、学生時代にはモデルのアルバイトをしていた。彼が登場する広告を見たマニラトナムは興味を抱き面会を求め、サントーシュ・シヴァンと共に新作映画の構想を伝えた。
1994年にガヤトリ・ラーマムルティーと結婚し、1996年に娘、2000年に息子をもうけた。しかし、夫婦は2010年に離婚するまでの間、別居状態だった。2012年に弁護士のアパルナ・ムカルジーと再婚した。ガヤトリとの離婚後は子供の親権はスワーミが有している。

## キャリア

### 1991年 - 2006年
ラトナムに俳優として起用されたスワーミは、1991年に『ダラパティ 踊るゴッドファーザー』で主役を演じて俳優デビューした。彼は引き続きラトナムの『ロージャー』『ボンベイ』に出演し、両作はタミル・ナードゥ州映画賞、国家映画賞を受賞している。『ボンベイ』での演技はタイム誌から「魂のこもった演技」と絶賛され、この他にも複数の映画賞を受賞している。1995年には『ライオン・キング』のタミル語吹替版にシンバ役で出演し、1997年にはラージーヴ・メーナンの『Minsara Kanavu』に出演し、同作は興行的な成功を収めて4つのナショナル・フィルム・アワードを受賞した。
1999年にJ・マヘンドランの『Sasanam』に出演（公開は2006年）し、2000年にラトナムの『Alaipayuthey』にゲスト出演した後に俳優を引退して実業家活動に専念した。彼は1990年代に父の会社の役員として国際貿易や建設事業に従事しており、2000年時点でインタープロ・グローバル社長、プロリース・インディア会長兼社長を務めていた 。2005年には人材派遣会社を設立しており、同年に事故に遭い背骨を負傷した。スワーミは部分的な足の麻痺に長年苦しみ、4年から5年の歳月を治療のために費やした。

### 2013年以降
スワーミが足の治療を終えたころ、ラトナムは新たに製作する『Kadal』にスワーミを起用し、彼は俳優復帰のために15キログラム減量した。同年にシヴァンの『Ceylon』でナレーターを務めている。2015年には『Thani Oruvan』で悪役を演じ、批評家から高い評価を得て複数の映画賞を受賞した。2016年には『Thani Oruvan』をリメイクしたテルグ語映画『Dhruva』でラーム・チャランと共演しており、2016年にはヒンディー語映画『Dear Dad』に出演した。同年に『Neengalum Vellalam Oru Kodi』第3シーズンの司会者に起用された。
2017年に『Bogan』でジェヤム・ラヴィと共演し、批評家から高い評価を得た。2018年に『Bhaskar the Rascal』のリメイク作品『Bhaskar Oru Rascal』に出演し、同年には『Chekka Chivantha Vaanam』に出演している。